# Coffea semsei
Coffea semsei är en måreväxtart som först beskrevs av Diane Mary Bridson, och fick sitt nu gällande namn av Aaron Paul Davis. Coffea semsei ingår i släktet Coffea och familjen måreväxter. Inga underarter finns listade i Catalogue of Life.